# 1990-2000: 10 anni sulla mia strada
1990-2000: 10 anni sulla mia strada è un tour di Luciano Ligabue, svolto nell'estate del 2000 in diversi stadi italiani per celebrare i primi 10 anni di carriera. Il tour comprese in tutto 20 date, sparse tra i mesi di luglio, agosto e settembre.

## Band
- Federico Poggipollini: chitarra
- Mel Previte: chitarra
- Fabrizio Simoncioni: tastiere
- Antonio Righetti: basso
- Roberto Pellati: batteria

## Date
- 1º luglio 2000, Cagliari, Molo Ichnusa
- 4 luglio 2000, Mantova, Stadio Danilo Martelli
- 6 luglio 2000, Torino, Stadio delle Alpi
- 8 luglio 2000, Genova, Stadio Luigi Ferraris
- 10 luglio 2000, Roma, Curva Sud Stadio Olimpico
- 12 luglio 2000, Salerno, Stadio Arechi
- 14 luglio 2000, Trieste, Stadio Nereo Rocco
- 16 luglio 2000, Monza, Stadio Brianteo
- 7 agosto 2000, Rimini, Stadio Romeo Neri
- 9 agosto 2000, Pescara, Stadio Adriatico
- 11 agosto 2000, Lecce, Stadio Via del Mare
- 13 agosto 2000, Palermo, Velodromo Paolo Borsellino
- 15 agosto 2000, Catania, Porto
- 17 agosto 2000, Catanzaro, Stadio Comunale
- 19 agosto 2000, Livorno, Stadio Armando Picchi
- 2 settembre 2000, Foligno, Stadio Enzo Blasone
- 4 settembre 2000, Modena, Festa de l'Unità
- 6 settembre 2000, Brescia, Piazza
- 8 settembre 2000, Padova, Stadio Euganeo
- 15 settembre 2000, Bologna, MTV Day 2000 @ Arena Parco Nord
- 20 settembre 2000, Varese, Ippodromo

## Lo show
Lo spettacolo iniziava con circa mezz'ora di classici rock anni '70 e '80, con Ligabue a fare il DJ inquadrato in un maxischermo. Poi il suo manager Claudio Maioli accendeva le candeline a una enorme torta in mezzo al palco: la festa per i 10 anni di carriera cominciava con 4 brani del suo primo album, Ligabue del 1990 appunto. Altri elementi della scenografia comprendevano una passerella sul pubblico disegnata come fosse appunto una "strada" e una Fiat 850 decappottabile argento vivo su cui saliva Ligabue in alcuni brani.

## Scaletta
1. Balliamo sul mondo
2. Bambolina e barracuda
3. Piccola stella senza cielo
4. Marlon Brando è sempre lui
5. Almeno credo
6. Ho messo via
7. Anime in plexiglass
8. Salviamoci la pelle!!!!
9. Il giorno di dolore che uno ha
10. Hai un momento, Dio?
11. Viva!
12. Figlio d'un cane
13. Il mio nome è mai più
14. Quella che non sei
15. A che ora è la fine del mondo?
  - Lambrusco & popcorn / Bar Mario / La forza della banda / Kay è stata qui
  - Lambrusco & popcorn / Bar Mario / With or without you / Because the night / Knockin' on heaven's door
16. Sogni di R&R
17. Si viene e si va
18. Vivo morto o X
19. Non è tempo per noi
20. L'odore del sesso
21. Buon compleanno, Elvis!
22. Libera nos a malo
23. Ho perso le parole
24. Urlando contro il cielo

Bis:
1. Una vita da mediano
2. Sulla mia strada
3. Certe notti
4. Tra palco e realtà
5. Leggero